# Augustine de Rothmaler

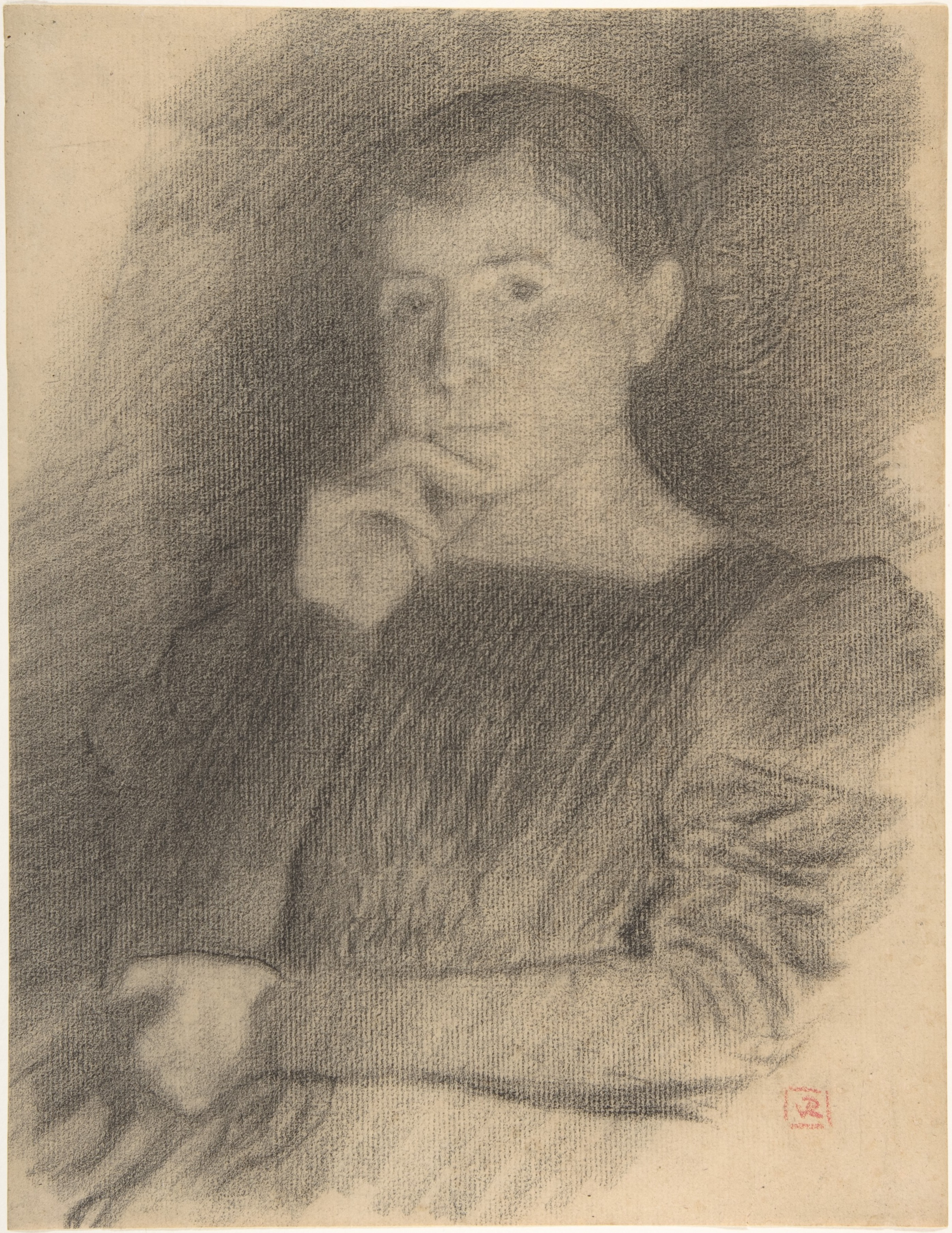
Augustine De Rothmaler, Zeichnung von Théo van Rysselberghe, 1894

Augustine de Rothmaler (* 12. November 1859 in Brüssel; † 28. November 1942 in Le Lavandou, Frankreich) war eine belgische Pädagogin und Feministin.

## Leben
Augustine de Rothmaler war die Tochter von Gustave De Rothmaler, dem Leiter des Service de la population der Stadt Brüssel. Sie besuchte die Cours d'éducation, eine von Isabelle Gatti de Gamond gegründete und geleitete Mädchenschule. Die Cours d'éducation war eine Brutstätte für angehende Feministinnen, die nach ihrem Abschluss an der Schule ein enges Netzwerk der Gatticiennes bildeten.  Den Abschluss der cours supérieurs machte Rothmaler 1876. Sie unterrichtete drei Monate lang und ging dann nach Romanshorn in der Schweiz, um für ein weiteres Jahr ihre Ausbildung zu vervollständigen. Dort besuchte sie ein Jahr lang die Kurse des Zollinkofer-Instituts und erwarb ein Zusatzdiplom. Während ihres Aufenthalts in Romanshorn verbesserte sie auch ihre Deutschkenntnisse und entwickelte ein Interesse an germanischen Sprachen im Allgemeinen. Später lernte sie auch Dänisch.
Anfang 1878 kehrte sie in ihre Heimatstadt Brüssel zurück und unterrichtete Literatur, Französisch und Englisch am Cours d'éducation B (später Lycée Dachsbeck). Am 1. September 1911 trat sie die Nachfolge von Aline Héris als Leiterin der Cours d'éducation B an, wo sie seit dreißig Jahren unterrichtet hatte.
Wie Isabelle Gatti de Gamond bemühte sie sich um die Förderung eines sozialen Geistes bei ihren Schülerinnen und öffnete die Schule verstärkt für Mädchen aus den Armenvierteln rund um die Schule, um eine größere soziale Mischung mit den Mädchen aus der Mittelschicht, die die Einrichtung besuchen, zu erreichen. Auch in den Klassen der Schule wird sozialen Aspekten, Feminismus und Pazifismus große Aufmerksamkeit geschenkt, was sie jedoch während der deutschen Besatzung nicht davon abhält, bei ihren Mitarbeiterinnen und Schülerinnen den patriotischen Sinn zu fördern. 1911 trat sie der von Maria Rosseels und Claire Baüer neu gegründeten Alliance belge des femmes pour la paix par l'éducation und später der Ligue belge de l'éducation bei.
Nach ihrer Pensionierung im Jahr 1919 wurde sie Ehrenmitglied der Ligue de l'éducation und blieb im Institut des Hautes Etudes aktiv.
Während ihrer gesamten Laufbahn behielt Augustine de Rothmaler ein großes Interesse an der Literatur im Allgemeinen und insbesondere an der französischen Literatur. Sie verkehrte in Schriftstellerkreisen sowie mit Künstlern und führte die klassischen Matineen ein, die im Théâtre royal du Parc und an der Université nouvelle de Bruxelles veranstaltet wurden.
Sie übersetzte eine Reihe von Werken deutscher und dänischer Schriftsteller, darunter Johannes Jensen, und verfasste mehrere Publikationen über die Bildsprache der Schriftstellerin und Feministin George Sand, die ihr Vorbild war.
Im Laufe ihres Lebens schloss sie eine enge Freundschaft mit dem Ehepaar Theo und Maria van Rysselberghe. Letztere war eine ehemalige Schülerin von ihr und teilte ihre Leidenschaft für die französische Literatur. 1894 malte Theo Van Rysselberghe ein Porträt von Augustine De Rothmaler, das sich heute im Metropolitan Museum of Art in New York befindet.
Nach ihrer Pensionierung zog Augustine De Rothmaler zu dem Ehepaar van Rysselberghe nach Le Lavandou, wo sie sich 1910 niedergelassen hatten.
Dort starb sie 1942 im Alter von 83 Jahren. Sie wurde in der Gruft der Familie van Rysselberghe beigesetzt.

## Werke
- Les prétendus portraits de George Sand. In: Mercure de France, S. 688–697, 1924.
- Les portraits de George Sand. In: Gazette des Beaux-Arts,  S. 70–78, 1926.